# Християнство в Естонії
В Естонській Республіці найпоширенішою релігією є християнство.

## Історичний фон[1]

### Хрестові походи
Християнство поширювалося в Європі уже у першому столітті, але надалі його хід сповільнився, а з часом і зовсім зупинився.
У десятому столітті продовжувалося поширення місіонерами християнства на півночі, зокрема серед народів, які населяли береги Балтійського моря (куршей, лівів, латишів і естонців).
Успіх роботи місіонерів був незначний, чим скористалося керівництво католицької церкви. Папа Інокентій III оголосив хрестовий похід прибалтійським народам, який був здійснений німцями під керівництвом єпископа Альберта. В 1200 році хрестоносці на двадцяти трьох кораблях прибули до гирла річки Двіни і почали завоювання. Хрестові походи робилися тринадцять разів.
Протягом шести років відбувалося підкорення і християнізація латишів, куршей і лівів. 
Звернення в християнство проходило досить просто. Жителів села збирали в одне місце, з великої посудини черпали воду і окроплювали нею, при цьому зачитували відповідні слова латинською мовою. Так люди ставали християнами. Естонці довгий час чинили опір насадженню християнства; не приймали цей обряд окроплювання водою, змивали воду хрещення і т.п. Однак, після тривалої кровопролитної боротьби — в 1227 році естонці змушені були скоритися.

### Період лютеранської реформації
На початку XVI століття в Німеччині почалася лютеранська Реформація і нова віра швидко поширилася в Прибалтиці. Реформація почалася в 1517 році, а в 1524 році проповідники нової віри досягли Прибалтики. Народ охоче приймав віру. Діяльність католицьких монастирів у той час була заборонена, а їх землі були роздані, що сприяло розвитку Реформації.
Новим явищем в лютеранських церквах була проповідь рідною мовою; віруючих навчали церковному співу, молоді роз'яснювали найважливіші істини християнської віри. Таким чином люди знайомилися з християнством.
Однак, у зв’язку з настанням воєнних років, процес духовної освіти сповільнився, а більшість із добрих починань призупинилося.
У південній Естонії тимчасово панували поляки, які прагнули відновити католицтво. Церковне пожвавлення почалося знову, коли країна опинилася під владою лютеранської Швеції. Були видані церковні настільні книги, люди навчалися грамоти.
Однак Північна війна 1700 — 1721 років зруйнувала все, що було досягнуто в попередні роки.

### Гернгутерський рух.
Довгі роки війни та епідемія чуми знизили чисельність населення естонського народу до ста тисяч. Країна була зруйнована і спустошена. У відновленні мирного життя відіграла велику роль церква.
В той час з німецького міста Галле прийшов живий духовний рух, названий пієтизмом. Іншим центром духовного життя було місто Гернгут. Послідовників цього руху називали гернгутерами. Вони проповідували покаяння і прагнули до християнського благочестя. Великою заслугою послідовників цих двох рухів є переклад на естонську мову Нового Завіту в 1715 році. В 1739 році вийшло п'ять тисяч примірників Біблії, а також був виданий новий пісенник та інша духовна література. Пієтистські пастори особливо дбали про освіту віруючих.
В 1736 — 1743 роки виникло перше пробудження в результаті проповідей гернгутеров. Люди щиро каялися у своїх гріхах; їх життя змінювалася як зовні, так і внутрішньо.

### Пробудження в західній Естонії.
В початку XIX сторіччя вплив гернгутерів посилився. Почалися великі пробудження. В Естонії було споруджено близько двохсот п'ятдесяти будинків молитви, які об'єднували близько ста тисяч віруючих. Близько чверті населення під впливом проповіді Євангелія прийшло до живої віри.
У 1876 році відбувся духовний підйом. Спочатку пробудження торкнулося шведів, які жили на західному узбережжі і на острові Вормсі, а потім і естонців. З Швеції прибули вчителя-благовісники. Це пробудження відрізнялося від попередніх тим, що розкаяні прославляли Господа за те, що вони стали дітьми Божими через віру в Ісуса Христа. 
Незабаром це пробудження охопило всю західну частину Естонії, острова Хійумаа, Саарі-маа і Вормсі.   

### Початок вільної церкви
1882-1904 роки вважаються початком вільної церкви.
Починаючи з 1877 року віруючі у Вормсі почали здійснювати Вечерю Господню окремо від церкви. Важливим для вирішення в цей час було питання відносно хрещення дітей.
До кінця 1882 року були хрещені сорок чоловік, і виникла перша церква. До неї брали лише охрещених по вірі.

## Статистична інформація
Стаття 40 Конституції Естонської Республіки  свідчить: «Кожен має свободу совісті, віросповідання і думки. Приналежність до церкви і до релігійних громад вільна. Державної церкви немає. Кожен може як сам, так і разом з іншими, публічно або приватно виконувати релігійні обряди, якщо це не завдає шкоди громадському порядку, здоров'ю чи моральності».

Станом на 1 червня 2010 року  в Реєстр релігійних об'єднань були внесені 9 церков, 9 парафіяльних об'єднань (всього з 470 парафіями), 71 незалежний прихід (незалежну парафію) і 8 монастирів. Крім релігійних організацій, частина релігійних об'єднань зареєструвала себе в Реєстрі в якості релігійних товариств, частина у вигляді недоходних товариств, а деякі взагалі не вважали за необхідне реєструватися в будь-яких державних установах.
В 2000 році в Естонії було проведено перепис населення. Одночасно, людям віком старше 15 років, серед інших ставили питання про їх релігійне самовизначення.
Згідно з даними перепису населення, серед тих людей, які дали відповіді на запитання:
- 31,8 % визнає одну конкретну традицію віросповідання (це 29 % від кількості опитуваних людей віком старше 15 років).
- 34% респондентів назвали себе байдужими щодо релігії,
- 14,5 % не змогли відповісти на питання,
- 6,1 % визнали себе атеїстами,
- 7,99 % опитаних відмовилися відповідати на запитання.

Серед опитуваних, які визнають одну конкретну традицію віросповідання, значиться:
- лютеран  - 13,57 %,
- православних 12,79 %,
- баптистів 0,54 %,
- католиків 0,51%,
- послідовників нехристиянських традицій - 0,33 % (0,12% - мусульман, 0,12 % - послідовників релігії Таара, 0,09 % - послідовників корінної релігії).

## Найбільші церкви в Естонії
Найбільшою церквою Естонії є Естонська Євангельська Лютеранська Церква (як за кількістю парафій, так і за кількістю парафіян).
Другою по величині є традиція православ'я. У сучасній Естонії існує дві православні церкви — Естонська Апостольско-Православна Церква (належить до Константинопольського Патріархату) і Естонська Православна Церква Московського Патріархату.
Далі за цими трьома церквами по величині слідують: Союз церков євангельських християн і баптистів Естонії і Римо-Католицька Церква.
У 1989 році найбільш великі церкви Естонії заснували Раду Церков Естонії (РЦЕ), метою якої є об'єднання всіх християнських церков і парафіяльних спілок для духовного розвитку естонського товариства на підставі принципів християнства. РЦЕ була пов'язана з підготовкою як військових, так і тюремних священиків. Крім того, РЦЕ звертала увагу громадськості на необхідність введення вчення про релігію в загальноосвітніх школах. За клопотанням РЦЕ на Радіо Естонії стали вести трансляцію ранкових молитов, а також телетрансляції на Естонському телебаченні різдвяних і великодніх богослужінь.
До Ради Церков Естонії входять: Естонська Євангельська Лютеранська Церква, Естонська Апостольско-православна Церква, Естонська Православна Церква Московського Патріархату, Союз церков євангельських християн і баптистів Естонії, Римо-католицька Церква, Естонська Методистська Церква, Естонський Союз Адвентистських Громад (Парафій), Естонська Християнська П'ятдесятницька Церква, Харизматична Єпископальна Церква Естонії і Естонська Парафія Святого Григорія Вірменської апостольської Церкви.
У 2002 році Уряд Естонської Республіки та РЦЕ підписали протокол спільних інтересів.
РЦЕ також є єдиною релігійною організацією, яка щорічно отримує грошову дотацію з державного бюджету.

## Ставлення населення до християнства і церкви в сучасній Естонії
Згідно з даними останнього соціологічного дослідження [Архівовано 27 січня 2021 у Wayback Machine.], проведеного соціологом Kai Maasoo, фірмою Saar Poll OÜ та опублікованого 15 червня 2015 року, у 2015 році 5 % населення щонеділі відвідували богослужіння, в той час, як у 2010 році відсоток таких людей становив лише 3 %. В цілому, відповідно до наведеного дослідження, останнім часом, люди частіше почали відвідувати церкви та богослужіння. Відповідно до того ж самого дослідження 44 % населення підтримали б запровадження основ християнства в загальноосвітніх школах Естонії. 17 % відправило б своїх дітей навчатися до християнських шкіл.

### Будівництво нової церкви
Також варто окремо сказати про те, що незважаючи на те, що Естонія є найбільш «невіруючою» країною Європи, церкви в Естонії поки не закриваються і парафії не зникають. Навпаки, є окремі випадки будівництва нових церков. Так, наприклад, в березні 2017 року на вулиці Кійлі, що в місті Таллінн, почалося будівництво лютеранської церкви — першої в житловому районі Мустамяе сакральної споруди.
У 2012 році місто Таллінн і Естонська євангельська лютеранська церква (ЕЄЛЦ) уклали договір, згідно з яким місто передає у користування церкви ділянку землі на вулиці Кійлі для будівництва на ньому церкви. У 2013 році було проведено архітектурний конкурс.
В будівлі, що планують побудувати, будуть молитовний зал, приміщення для дітей та молодіжного опорного центру, приміщення для гуртків, церковна кухня і канцелярія, а також різного роду підсобні приміщення.

## Перспективи розвитку християнства в Естонії
У своїх інтерв'ю на тему перспектив розвитку християнства в Естонії, пастор Естонської Методистської Церкви [Архівовано 29 травня 2018 у Wayback Machine.] Тоомас Паюсоо та пастор пятидесятницької церкви «Новий початок» [Архівовано 28 травня 2018 у Wayback Machine.] Олегом Шуміловим з вірою дивляться на майбутнє естонської церкви. 
На питання «Як Ви вважаєте, чи є перспективи розвитку християнства в Естонії?» Тоомас Паюсоо вважає, що церква має вкрай важливе послання, тому що в ній живий Бог, який рятує людей, змінює життя людей. Коли одні люди зустрічають інших людей, які мають особистий досвід внутрішніх змін і їхнє життя повністю змінено — це впливає на інших. Молодь — це майбутнє церкви, майбутнє євангелізації. Якщо вони наповнені Божим вогнем і переповнені ним, то Бог може зробити великі справи в Естонії.
Олег Шумілов вважає, що перспективи розвитку християнства в Естонії безперечно є. Пророчі писання з Біблії говорять про те, що «наречена приготувала себе». Зараз це ще не так, як описано в Біблії. В майбутньому це буде славна церква, приготовлена церква, церква, яка зустріне Христа. Зміни в духовному сенсі, в хорошому сенсі, в церкві завжди були безпосередньо пов'язані з гоніннями, утисками, відступом. Все це має прояв і сьогодні. Це сприяє перетворенню церкви в образ Христа. Я вірю, що в майбутньому нас чекають великі зміни — буде ще багато людей, які прийдуть до Господа і церкви будуть великими.
На питання «Що потрібно змінити, щоб люди більше вірили і довіряли Богу?» пастор Естонської Методистської Церкви Тоомас Паюсоо відповів, що все починається з особистих взаємовідносин з Богом. Якщо взаємовідносини людини з Богом у порядку, тоді це впливає на інших. Якщо християнин сам сумнівається, сповнений різних коливань, то нічого не станеться. Але якщо християнин сміливий і проповідує те, що каже Боже слово — тоді люди бачать віру на практиці. Тому дуже важливо, щоб слово і проповідь Євангелія йшли пліч о пліч. Якщо вони не взаємопов'язані, то виникає проблема. Ще один момент пов’язаний з тим, що людина може повірити в те, що ефективно. Сучасні люди такі, що вони хочуть бачити ефективність. Тому досить часто виникає питання, як зацікавити молодь, щоб їм захотілося більше знати Евангеліє.
Пастор пятидесятницької церкви «Новий початок» Олег Шумілов вважає, що ці зміни безпосередньо пов'язані зі станом церкви. Коли стан церкви змінюється зсередини, це впливає не тільки на духовне зростання її членів, але також впливає на оточення і суспільство. Якщо церква у місті буде сильною, і невіруючі люди бачитимуть таких християн, вони будуть тягнутися до них. Суспільство буде більш здоровим, чистим, це буде стримувати певні тенденції у світі. Якщо церква не буде сильною — суспільство буде розкладатися. Чим сильніше буде церква — тим більше люди будуть повертатися до Бога.
На запитання «Чи є достатньою робота в церквах, що спрямована на євангелізацію?» Тоомас Паюсоо відповів: «Не можу сказати, що робота по евангелізації в церквах достатня, тому що завжди можна зробити ще більше. Зараз важливо, щоб ми своїм посланням досягли цього світу, щоб Слово вийшло за межі церкви. Люди не приходять у церкву, тому нам потрібно йти до них. Нам треба прямувати до людей. Церква повинна плекати учнів, і вже потім учні йдуть. Альфа-курс, можливо проведення зборів не тільки в церковних залах, йти до близьких і так далі. Ми можемо на них вплинути. Важливо, щоб ми свідчили всім, до кого веде нас Святий Дух». 
Олег Шумілов, вважає, що «сама по собі робота (як робота) може бути не ефективною навіть при самій більшій її кількості. Тут повинно бути дещо більше, ніж просто діяльність. Повинна бути направляюча рука Святого Духа. Щоб був плід  має бути взаємодія Святого Духа і нашої праці. Наша відповідальність - відгукнутися на заклик Господа і бути відкритим до Його ведення. Світова статистика свідчить, що успіх досягнення людей лежить у площині особистих взаємин. Ця статистика свідчить, що більша кількість людей приходить до церкви через особисті взаємини, через особисту євангелізацію (контакт з іншими). Тому кожному з нас потрібно молитися і завжди бути готовим відгукнутися на провід Святого Духа, щоб особисто свідчити, говорити, служити. Це те, що стосується особистої справи кожного християнина.
Інші заходи повинні проходити під проводом Святого Духа. В такому випадку, ми будемо знати, що навіть якщо ми не побачимо видимого результату зовні і відразу, ми будемо знати, що ми зробили діло Боже і результат обов'язково буде».